# 1867年憲法法令
《1867年宪法法令》（Constitution Act, 1867），前称《1867年英属北美法令》（The British North America Act, 1867），最初是由英國國會通過的法律，如今仍是加拿大宪法的主要组成部分。该法令规定了加拿大为聯邦制度的自治领，并规定了加拿大政府的运作方式，如联邦的组成，加拿大下议院、加拿大上议院、司法体系等，不過英國仍掌握加拿大大部分事務，加拿大僅獲得自治權，仍被視為大英帝國一部分，直至《1931年西敏法規》才獲得完全自治。
1982年，加拿大国会立法將《英属北美法令》更名为《憲法法令》，同時加拿大正式將修宪权從英國国会收回，自此加拿大国会完全獨立於英國國會，加拿大完全脫離英國獨立，但仍以英國君主為國家元首，由加拿大總督實際行使國家元首的職權。

## 序言和第一部分
这一法案以序言开始，宣称新不伦瑞克省、新斯科舍省和加拿大省（后来分别成为安大略省和魁北克省）已经请求组成“一个自治领……其宪法原则类似于英国“。 对宪法的这一定性在日后被证明是很重要的。正如彼得·霍格在《加拿大宪法法律》中写道，有人认为，由于1867年英国在言论自由方面有一定的自由，序言在1982年加拿大《权利与自由宪章》颁布之前就已将这一权利扩展到了加拿大；这被认为是暗含权利法案的一种基础。在新不伦瑞克广播公司诉新斯科舍一案中，加拿大最高法院在1993年的裁决中以序言为依据，这是关于议会特权的加拿大主要案例。此外，由于英国有司法独立的传统，加拿大最高法院在1997年的《省法官参照案》中裁定，序言表明在加拿大司法独立在宪法上得到了保障。政治学家兰德·戴克在2000年批评了这个序言，称其“严重过时”。他声称这一法案“缺乏鼓舞人心的开场白”。
该法案的序言并不是加拿大宪法唯一的序言。《权利与自由宪章》也有一篇序言。
第一部分只包括一个现行的条款。第1条规定了该法案的简称为《1867年宪法法案》。第2条在1893年被废除，最初规定对女王（当时是维多利亚女王）的所有提及同样适用于她的所有继承人和后继者。

## 第二部分：联盟
该法案通过将加拿大省、新不伦瑞克和新斯科舍这三个北美英国“省份”（殖民地）合并，确立了加拿大自治领。第3条规定，该合并将在法案通过后的六个月内生效，第4条确认“加拿大”为该国的名称（在法案的其余部分“加拿大”一词指的是新的联邦，而不是旧的加拿大省）。
第5条列举了新联邦的四个省份。它们是通过将原来的加拿大省划分为两个部分形成的：西加拿大和东加拿大，分别更名为安大略和魁北克，成为第6条中的两个完整省份。第7条确认新斯科舍和新不伦瑞克的边界没有变化。第8条规定每十年必须进行一次所有省份的全国人口普查。

## 第三部分：行政权力
第9条确认所有对加拿大的“行政权力，特此宣布继续并归属于女王”。在第10条中，总督或政府的行政长官被指定为“代表女王并以女王的名义执掌加拿大政府”。第11条创立了加拿大女王的特别顾问团。第12条规定了上加拿大、下加拿大、加拿大、新斯科舍和新不伦瑞克原省行政长官的法定权力仍然存在，直到后续法律对其进行修改。在这些前联邦时期的法定权力现在属于省级管辖范围的情况下，它们可以由各省的副总督行使，可以独立行使，也可以根据省政府行政理事会的建议行使。在这些前联邦时期的法定权力现在属于联邦管辖范围的情况下，它们可以由总督行使，可以在特殊情况下征求特别顾问团的建议，也可以独立行使。第13条将总督理事会定义为总督在特别顾问团的建议下行使职权。第14条允许总督任命代表在加拿大各地行使权力的副手。所有加拿大武装部队的总司令在第15条规定下仍然由国王担任。第16条宣布渥太华为加拿大的政府所在地。

## 第四部分：立法权力
加拿大议会由国王和两个议院（加拿大上议院和加拿大下议院）组成，由第17条规定。第18条规定其权力和特权不得超过英国议会的权力和特权。第19条规定议会的第一届会期必须在法案通过后的六个月内开始。

### 上议院
参议院有105名参议员（第21条），其中大多数代表四个相等的分区之一：安大略、魁北克、海湾省和西部省（联邦时有72名参议员）。第22条规定了成为参议员的资格。根据第24条，参议员由总督任命（直到1929年的Edwards诉加拿大案的司法决定之前，这被解释为排除妇女），第一批参议员由第25条宣布。第26条允许君主每次向参议院增加四名或八名参议员，分配在各个分区之间，但根据第27条，除非通过死亡或退休，参议员人数降至每个分区的常规限制以下，否则不能再任命更多的参议员，每个分区最多有24名。参议员的最大人数在第28条规定为113人。根据第29条，参议员终身任命（自1965年以来是指直到75岁），尽管他们可以根据第30条辞职，并且可以根据第31条的规定被罢免，此时空缺可以由总督填补（第32条）。第33条赋予参议院对自己的资格和空缺争端做出裁决的权力。根据第34条，参议院的议长由总督任命和解职。参议院的法定人数在第35条最初设定为15名参议员，投票程序由第36条规定。

### 下议院
众议院的组成根据第37条规定，包括308名成员：安大略省106名、魁北克省75名、新斯科舍省11名、新不伦瑞克省10名、曼尼托巴省14名、不列颠哥伦比亚省36名、爱德华王子岛省4名、艾伯塔省28名、萨斯喀彻温省14名、纽芬兰和拉布拉多省7名、育空1名、西北地区1名、努纳武特1名。众议院由总督召集（第38条）。第39条禁止参议员在众议院中任职。第41条划分选区，第41条继续执行当时的选举法和投票资格，但可以进行修订。第44条允许众议院选举自己的议长，并在议长死亡（第45条）或长时间缺席的情况下（第47条）允许众议院更换议长。议长必须主持众议院的所有会议（第46条）。众议院的法定人数在第48条设定为包括议长在内的20名成员。第49条规定，在平票的情况下议长不能投票。众议院的最长任期在第50条规定为五年。第51条规定了根据人口普查后重新分配众议院席位的规则，允许通过第52条增加更多的席位。

### 财政预算投票和御准
财政预算投票必须在众议院提出，根据第53条，必须由总督（即政府）提议，根据第54条。第55条、第56条和第57条允许总督代表女王同意、拒绝同意或将任何被两院通过的法案“保留”以“表示女王的意愿”。在总督对一项法案进行御准的两年内，女王会同枢密院可以废除该法案；在总督保留的两年内，女王会同枢密院可以同意该法案。

## 第五部分：省级架构
《1867年宪法法案》的第五部分概述了各省的基本治理结构。（尽管具体提到了四个创始省份，但总体模式适用于所有省份。）

### 行政权力
每个省都必须有一名副总督（第58条），副总督任职期间受总督的任命（第59条），其薪水由联邦议会支付（第60条），并且必须宣誓效忠誓言（第61条）。副总督的权力可以由政府行政长官代替（第62条和第66条）。所有省份还都有一个行政理事会（第63条和第64条）。副总督可以独自行使行政权力，也可以在“理事会”中行使（第65条）。第68条规定了第一批四个省份（安大略、魁北克、新斯科舍、新不伦瑞克）的首府，但也允许这些省份更改其首府。

### 立法权力

#### 安大略与魁北克
第69条和第70条规定了安大略省的立法机构，包括副总督和安大略省议会；第71条至第80条规定了魁北克省的议会，当时包括副总督、魁北克立法议会（1968年更名为魁北克省国民议会）和魁北克立法理事会（后来被废除）。省议会由副总督召集（第82条）。第83条禁止省内公务员（不包括内阁部长）在省议会中任职。第84条允许联邦各省原有的选举法和投票要求在联邦成立后继续有效。第85条规定每个省的立法机构寿命不得超过四年，在第86条下，每年至少召开一次会议。第87条将有关议长、补选、法定人数等规定扩展到安大略省和魁北克省的议会，这些规定原本适用于联邦下议院。

#### 新斯科舍与新不伦瑞克
第88条简单地将那些省份联邦之前的宪法延伸到联邦成立后的时代。

### 其他
第90条将有关财政预算、皇室同意、保留和废止的规定（这些规定适用于联邦议会），扩展到省议会，但总督将扮演女王会同枢密院的角色。

## 第六部分：权力分立
政府的权力在省级和联邦级之间划分，并在法案的第91至95条中进行了描述。其中第91和92条具有特殊重要性，因为它们列举了每个司法管辖区可以颁布法律的主题，第91条列出了联邦管辖范围的事项，第92条列出了省级管辖范围的事项。第92A、93和93A分别涉及非可再生自然资源和教育（这两者主要是省级的责任）。第94条留下了可能对财产和民事权利法律进行修改的可能性，但目前尚未实现。与此同时，第94A和95条涉及共同管辖的事项，分别是老年抚恤金（第94A条）和农业以及移民（第95条）。

### 和平，秩序和良好政府
第91条授权议会“就与此法案专属授予省级立法机构的类别无关的所有事务，为加拿大的和平、秩序和良好政府制定法律”。尽管法案的文本似乎赋予了议会在未分配给省级政府的任何领域制定法律的剩余权力，但随后特权理事会的判例认为，“和平、秩序和良好政府”权力是在限定的联邦职权内，就像在第91条下列出的那些权力一样（例如参见AG Canada v AG Ontario (Labour Conventions)，[1937] AC 326 (PC)）。
2019年，萨斯喀彻温上诉法院在对温室气体污染定价法案进行3-2的分裂裁决中支持了联邦政府，允许在气候变化危机之后扩大联邦政府对省级的征税权力，与此同时，议会联合其他国家立法机构在6月17日宣布国家处于“气候紧急状态”。在安大略省上诉法院的格兰特·哈斯克罗夫特（Grant Huscroft）的反对意见中，他提到“加拿大的律师承认该法案并非基于气候变化构成紧急情况的基础”。

### 第一民族，因纽特人和梅蒂人
《1867年宪法法案》的第91(24)条规定，联邦政府在“印第安人和为印第安人保留的土地”方面具有立法管辖权。原印第安和北方事务加拿大部（Indian and Northern Affairs Canada，INAC，现已更名为原住民事务和北方发展加拿大部（Aboriginal Affairs and Northern Development Canada，AANDC））一直是行使这一职权的主要联邦机构。

### 刑法
《1867年宪法法案》的第91(27)条赋予议会制定与“刑法有关的法律的权力，但不包括刑事司法法院的组成，包括刑事事务程序在内”。正是基于这一权力，议会制定并修改了刑法典。
然而，在第92(14)条下，省级政府被授予了管理司法的权力，包括“省级法院的宪法、维护和组织，无论是民事还是刑事司法，以及这两种法院的民事事务程序”。该条款允许省级政府创建刑事司法法院，并设立省级警察部队，如安大略省警察（OPP）和魁北克省警察（Sûreté du Québec，SQ）。
作为一项追溯到联邦成立时期的政策，联邦政府已经将几乎所有刑事罪行的检察功能委托给了省级总检察长。根据省级法律任命的皇室检察官因此在加拿大各地起诉几乎所有刑法典的罪行。
第91(28)条赋予议会对“感化院”的专属权力，而第92(6)条赋予省级政府对“监狱”的权力。这意味着被判处两年或以上刑期的罪犯将被送往联邦感化院，而判刑较轻的罪犯则被送往省级监狱。

### 财产与民事权力
第92(13)条赋予省级政府制定与“省内的财产和民事权利”有关的法律的专属权力。在实践中，这一权力被广泛解读，使省级政府在诸如专业贸易、劳动关系和消费者保护等许多事项上具有权威。

### 婚姻
第91(26)条赋予联邦政府对离婚和婚姻的权力。基于这一权力，议会可以对婚姻和离婚的实体法进行立法。然而，省级政府对规范婚姻成立的程序法有权（第92(12)条）。
在与婚姻和离婚相关的法律中，还存在一些重叠的情况，大多数情况下通过跨司法权豁免解决。例如，联邦《离婚法》是有效的法律，尽管《离婚法》对儿童监护产生了一些附带效应，而儿童监护通常被认为属于省级的“民事权利”（第92(13)条）和“私人性质事务”（第92(16)条）的范围。

### 工程和事业
第92(10)条允许联邦政府宣布任何“工程或事业”具有国家重要性，从而将其排除在省级管辖范围之外。

### 教育
第93条和93A条赋予省级政府对教育的职权，但存在重大限制，旨在保护少数宗教的权利。这是因为在加拿大，有关学校应该是宗教学校还是非宗教学校的问题在新教徒和天主教徒之间引起了争议。第93(2)条特别将所有现有的教派学校权利延伸到联邦成立后的时代。

### 第九十四条
第94条允许使用源自英国的普通法体系的省份（实际上除了魁北克之外的所有省份）统一其财产和民事权利法律。然而，这一权力从未被使用。

### 老年抚恤金
根据第94A条，联邦和省级政府在老年抚恤金方面共享权力。两级政府都可以在这一领域制定法律，但在发生冲突的情况下，省级法律优先。

### 农业与移民
根据第95条，联邦和省级政府共同分享农业和移民方面的权力。两级政府都可以在这一领域制定法律，但在发生冲突的情况下，联邦法律优先。

## 第七部分：司法部分
在加拿大，对司法系统的授权被分为议会和省议会之间。

### 议会创建联邦法院的权力
第101条赋予议会创设“加拿大的常设上诉法院”和“为更好地行使加拿大法律而设的其他法院”的权力。议会利用这一权力创建了加拿大最高法院和较低级别的联邦法院。最高法院是根据第101条的两个分支都创设的。而较低级别的联邦法院，如联邦上诉法院、联邦法院、加拿大税务法院和加拿大军事上诉法院，都是根据第二分支即“为更好地行使加拿大法律而设的其他法院”创设的。

### 省级创设法院的权力
第92(14)条赋予省议会对“省级法院的宪法、维护和组织，无论是民事还是刑事司法”的权力。这一权力包括创设既有原审权也有上诉权的高等法院，以及较低级别的法庭。高等法院被称为“固有管辖权法院”，因为它们从历史传统中继承了宪法授权，这些传统源自联合王国。

### 第九十六条
第96条授权联邦政府任命“每个省份的高级法院、地方法院和县法院”的法官。目前，各省不再设有地方法院或县法院，但所有省份都设有高级法院。尽管省级政府支付这些法院的费用并确定它们的管辖权和程序规则，但联邦政府任命并支付它们的法官。
在历史上，这一条款被解释为赋予具有宪法权力的高级法院审理案件的权力。通常将“第96条法院”描述为司法体系中的“锚点”，其他法院必须遵循其周围。由于它们的管辖权被认为是“固有的”，这些法院有权审理除其他法院已经剥夺的情况之外的所有法律事项。然而，由联邦政府根据第101条或由省级政府根据92(14)条创建的法院通常不允许侵犯第96条法院的核心管辖权。
第96条法院核心管辖权的范围一直是一个颇受争议和诉讼的问题。在提起诉讼时，法院的管辖权可能会受到挑战，理由是它没有管辖权。这个问题通常涉及到根据第101条或92(14)条创建的法院是否侵犯了第96条法院的专属管辖权。
为了验证联邦或省级法庭的管辖权，必须满足在《关于住宅租赁法案（安大略省）的参考案》中首次概述的三个步骤的调查。该法庭不得触及作为高级法院管辖权历史上意图的事项。调查的第一阶段考虑了在1867年联邦成立时通常由法院独占的事项。在Sobeys Stores Ltd. v. Yeomans (1989)一案中，最高法院表示必须广泛阅读高级法院历史上审理的争端的“性质”，而不仅仅是提供的历史救济措施。如果发现该法庭侵犯了高级法院的历史管辖权，调查必须转向第二阶段，考虑该法庭的功能以及它是否作为一个仲裁机构运作。最后一步评估了法庭行使权力的背景，并查看是否有进一步的考虑来证明其侵犯了高级法院的管辖权。

### 宪法管辖权
并非所有法院和仲裁机构都有权审理宪法挑战。法院至少必须具有适用法律的管辖权。在N.S. v. Martin; N.S. v. Laseur (2003)一案中，最高法院重新阐述了宪法管辖权的测试，该测试源自Cooper v. Canada。调查必须从确定授权法是否明确授予适用法律的权力开始。如果是这样，法院就可以适用宪法。第二个调查线索是查看是否存在隐含的适用法律的权力。这可以通过检查法案的文本、其背景以及仲裁机构的一般性质和特征来确定。
有关宪章权利和自由的第二十四条请参见《加拿大权利和自由宪章》的管辖权。

## 第八部分：收入；债务、资产；税收
这一部分规定了加拿大政府和省级政府的财政运作。它建立了一个财政联盟，其中联邦政府对省份的债务负有责任（第111–116条）。它确立了联邦政府通过财政转移支持省份的传统（第119条）。它创建了一个禁止省际之间征收内部关税的关税联盟（第121–124条）。第125条防止一级政府对另一级政府的土地或资产征税。

## 第九部分：杂项
第132条赋予联邦议会立法权，以执行由英国政府代表帝国签订的条约。随着加拿大完全主权的获得，这一条款的影响有限。
第133条确定英语和法语为加拿大议会和魁北克省议会的官方语言。在联邦议会和魁北克省立法会中可以使用任一语言。所有联邦和魁北克的法律必须用两种语言制定，并且两种语言版本具有相等的权威。

## 第十部分：其他殖民地的加入
第146条允许联邦政府就新省份加入联邦进行谈判，无需征得现有省份的许可。第147条规定，爱德华王子岛和纽芬兰在加入联邦时将有4名参议员。

## 小型权利法案
该法案未包括明文的权利法案[c]，对于暗示权利法案的司法理论直到20世纪才出现。
加拿大宪法学者彼得·霍格（Peter Hogg）确定了该法案各个部分提供的几项权利，他称之为 "小型权利法案"：第50条限制加拿大下议院的任期最长为五年；第51和第52条要求在每次人口普查后调整下议院的席位，以确保所有省份的比例代表权；第86条要求议会和所有立法机构每年至少开会一次；第93条规定，尽管在加拿大，教育事务属于省级管辖权，但要给予新教或天主教少数派拥有独立学校的权利；第99条确立了法官在品行良好的情况下任职的权利，除非在议会的建议下由总督罢免；第121条禁止省际贸易上的海关税和关税；第125条使加拿大政府免除支付大多数税款的权利；第133条规定了联邦和魁北克政府的立法和司法部门应使用双语（见下文）。
这些权利中的许多在《宪章》的第4、5、16、17、18、19和20条中被重复或扩展。《宪章》的第29条没有为独立学校重复或建立新的权利，但重申了1867年法案中规定的独立学校的权利。

### 语言权利
尽管该法案未将英语和法语确定为加拿大的官方语言，但它确实在联邦和魁北克政府的某些机构方面为两种语言的使用者提供了一些权利。
第133条允许在联邦议会和魁北克省立法会中实行双语制度，允许记录使用两种语言，允许在联邦和魁北克的法院中实行双语制度。对这一条款的解释认为，该规定要求所有法令和授予立法权的法规必须用两种语言制定，并且具有相等的效力。同样，有人认为第133条中 "法院" 一词包括所有联邦和省级法院以及所有行使裁判职能的仲裁机构。
这些权利在宪章第17、18和19条中重复适用于联邦政府，但不适用于魁北克，并在新不伦瑞克省得到了扩展；宪章第16和20条详细说明，宣布英语和法语为官方语言，并允许提供双语公共服务。

## 加拿大日
每年7月1日纪念该法案生效并在1867年创立加拿大自治领的周年纪念日被称为加拿大日（1982年之前被称为自治领日），并作为加拿大的国庆日而庆祝。